# Beijador
O beijador (Helostoma temminckii) é um peixe teleósteo perciforme, único representante da família Helostomidae. É originário da Tailândia, Java, Bornéu, Sumatra e península Malaia. Possui cerca de 30 cm de comprimento, coloração branco-rosada, verde-prateada ou avermelhada e com o hábito de "beijar" os companheiros (quando na verdade eles estão brigando), sendo assim chamado também de peixe-beijador. É uma espécie ornamental geralmente um pouco agressiva com os de sua espécie, mas geralmente pacífico com outros peixes, mas mesmo assim não são recomendados à aquários comunitários (alguns exemplares são demasiado territoriais).
No cativeiro ele vive mais de 12 anos e reconhece o seu tratador.
A temperatura da água de um beijador é de 25 °C, mas se ela variar muito, ele pode pegar Ictioftiríase (íctio) facilmente. O Ph ideal da água do aquário destinado a este peixe é de 6,5 a 7,5.